# Samintang (krater)
Samintang är en nedslagskrater med en diameter på 25 kilometer, på planeten Venus. Samintang har fått sitt namn efter konstnären Sin Saimdang.